# 卢瓦尔河畔圣旺
卢瓦尔河畔圣旺（法語：Saint-Ouen-sur-Loire，法語發音：[sɛ̃.t‿wɛ̃ syʁ lwaʁ]）是法国涅夫勒省的一个市镇，位于该省南部，卢瓦尔河右岸，属于讷韦尔区。

## 地理
卢瓦尔河畔圣旺（46°53'30"N, 3°18'10"E）面积23.71 平方千米，位于法国勃艮第-弗朗什-孔泰大區涅夫勒省，该省份为法国中部省份，北至约讷省，西北接卢瓦雷省，西接谢尔省，南至阿列省，东南接索恩-卢瓦尔省，东临科多尔省。
与卢瓦尔河畔圣旺接壤的市镇（或旧市镇、城区）包括：拉费尔默泰、贝阿尔、博蒙-萨尔多勒、德吕-帕里尼、安菲、吕特奈于克塞卢。
卢瓦尔河畔圣旺的时区为UTC+01:00、UTC+02:00（夏令时）。

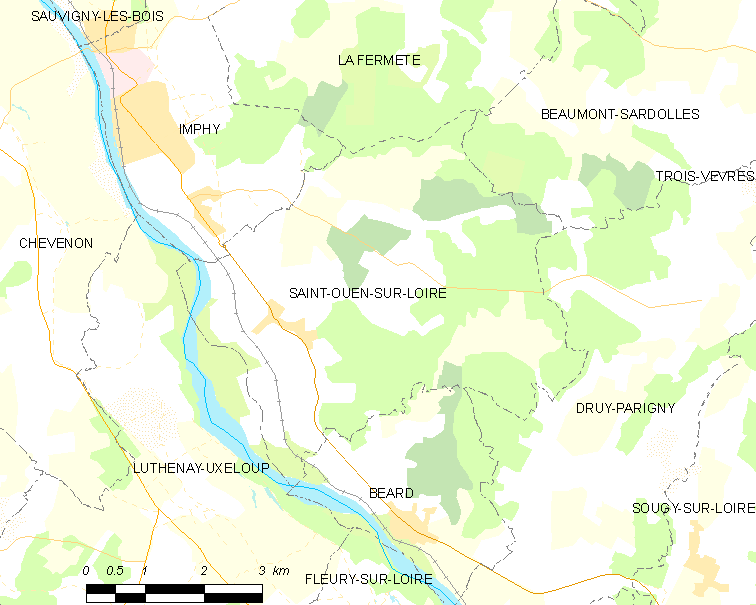
卢瓦尔河畔圣旺的OSM定位图

## 行政
卢瓦尔河畔圣旺的邮政编码为58160，INSEE市镇编码为58258。

## 政治
卢瓦尔河畔圣旺所属的省级选区为安菲县。

## 交通
涅夫勒省省道D981线经过镇中心，省道D206线经过境内东侧。

## 人口

1962-2008年间卢瓦尔河畔圣旺人口变化图示

卢瓦尔河畔圣旺于2022年1月1日时的人口数量为482人。